# Farba emulsyjna
Farba emulsyjna (farba dyspersyjna) – rodzaj farby, zawiesina (dyspersja) cząstek stałych (pigmentów i wypełniaczy) w spoiwie i rozpuszczalniku (np. wodzie) z dodatkiem środków pomocniczych. Spoiwami farb dyspersyjnych są najczęściej dyspersje lub emulsje polimerów akrylowych i winylowych lub kopolimerów styrenowych, maleinowych i innych.